# 일괄 처리
일괄 처리(batch processing)란 최종 사용자의 개입 없이 또는 (자원이 허가한다면) 실행을 스케줄링할 수 있는 작업(job)의 실행을 의미한다. 컴퓨터 프로그램 흐름에 따라 순차적으로 자료를 처리하는 방식이다. 초기의 일괄 처리 방식은 사용자와 상호작용하는 것이 불가능했지만, 운영 체제가 발전함에 따라 프로그램 입출력을 통해 상호작용하는 것이 가능해졌다. 일괄 처리는 1950년대 전자 컴퓨팅 초기 시절 이후 메인프레임 컴퓨터와 함께하고 있다.

## 역사
"일괄 처리"라는 용어는 작업 생산, 일괄 생산, 플로 생산으로서의 전통적인 생산 방식 분류에서 기원한다.

### 초기 역사 (19세기부터 1960년대)
일괄 처리는 유닛 레코드 장비, 특히 1890년 미국 인구 조사에 사용된 허먼 홀러리스의 도표 작성기에 의해 천공 카드 데크에 저장된 데이터를 처리하던 19세기 말로 거슬러 올라간다. 이것이 제어(자카드 방직기에서처럼 오늘날 코드와 일치하는 제어)용이 아닌, 데이터를 위한 기계가 읽을 수 있는 매개체의 최초의 이용이었고 기계가 읽을 수 있는 데이터를 최초로 처리하던 방식이 일괄 처리였다.

## 일괄 처리의 장점
- 많은 사용자 사이에서 컴퓨터 자원을 공유할 수 있다.
- 작업 프로세스의 시간대를 컴퓨터 리소스가 덜 사용되는 시간대로 이동한다.
- 분 단위의 사용자 응답 대기와 더불어 컴퓨터 리소스의 유휴 사용을 피한다.
- 전반적인 이용률을 높임으로써 컴퓨터의 비용을 더 잘 상환하도록 도와 준다.

## 일괄 처리 시스템
일괄 처리 시스템(batch system)이란 일괄처리 방식이 적용된 시스템으로서, 하나의 작업이 끝나기 전까지는 다른 작업을 할 수 없다.

## 일괄 처리 시스템이 이용되는 곳
- 데이터 처리
- 인쇄
- 데이터베이스
- 이미지 처리
- 변환

일괄 처리 시스템은 일정 기간마다 주기적으로 한꺼번에 처리할 필요가 있고, 그룹별로 분류시킬 수 있는 성질을 가지고 있으며, 순차 접근방법을 사용할 수 있는 업무. 즉, 처리 요건이 일괄적인 업무에 대해 유사한 자료를 한데 모아 일정한 형식으로 분류한 뒤 한번에 일괄 처리함으로써 시간과 비용을 절감하여 업무의 효율성을 향상시킨다.
데이터 처리의 경우, 급여명세서나 봉급계산, 전화요금, 전기요금, 수도세, 성적처리 등이 일반적으로 이용되는 곳이다.

## 같이 보기
- 수동 시스템
- 멀티태스킹
- 시분할시스템
- 분산 컴퓨팅
- 실시간 시스템